# Impatiens gossweileri
Impatiens gossweileri är en balsaminväxtart. Impatiens gossweileri ingår i släktet balsaminer, och familjen balsaminväxter.

## Underarter
Arten delas in i följande underarter:
- I. g. gossweileri
- I. g. kasaiensis